# Onanì
Onanì (Onanìe in sardo) è un comune italiano di 352 abitanti della provincia di Nuoro in Sardegna.
Piccolo paese situato nell'entroterra della Sardegna, ha conservato le sue radici più profonde, in costumi ed usi antichissimi, tuttora presenti e visibili.

## Geografia fisica

### Territorio
Il territorio comprende un ampio "bosco" comunale, adibito in gran parte al pascolo brado. Vi è anche la colonia penale di Mamone che conta 2300 ettari.

## Storia
L'area fu abitata già in epoca prenuragica e nuragica, per la presenza nel territorio di alcune domus de janas, di tombe dei giganti e di numerosi nuraghi.
Nel medioevo appartenne al giudicato di Gallura, e fece parte della curatoria della Barbagia di Bitti. Alla caduta del giudicato (intorno al 1288) passò per breve tempo al giudicato di Arborea e poi al marchesato di Oristano fino al 1478, quando passò sotto la dominazione aragonese. Gli aragonesi nel 1431 ne fecero un feudo, che nel 1617 fu incorporato nel marchesato di Orani, feudo prima dei De Silva e poi dei Fedriguez Fernandez, ai quali fu riscattato nel 1839 con la soppressione del sistema feudale voluta dai Savoia.

### Simboli
Lo stemma e il gonfalone del Comune di Onanì sono stati concessi con decreto del Presidente della Repubblica del 6 aprile 2005.
(D.P.R. 06.04.2005)
Il gonfalone è un drappo troncato di bianco e di rosso.

## Monumenti e luoghi d'interesse
Vi sono esempi di architettura sia prenuragica che nuragica, come ad esempio le domus de janas e i nuraghi, sia medievale, come la chiesa romanica di San Pietro dell'XII secolo e la chiesa gotica di Santa Maria risalente probabilmente al XVI secolo.

## Società

### Evoluzione demografica
Abitanti censiti

#### Etnie e minoranze straniere
Secondo i dati ISTAT al 31 dicembre 2009 la popolazione straniera era di 15 persone. Le nazionalità maggiormente rappresentate in base alla loro percentuale sul totale della popolazione residente erano:
- Romania 9 2,11%
- Marocco 6 1,41%

#### Emigrazione
L'emigrazione è una piaga tuttora aperta nel paese, incapace di offrire lavoro a tutti i suoi abitanti; basti pensare che nel 1961 si contavano 1 459 residenti e che quindi, in 40 anni, la popolazione è scesa a un terzo. Va inoltre ricordato che la colonia penale di Mamone era abitata fino alla metà degli anni ottanta da decine di guardie con le loro famiglie: con il progressivo spopolamento della colonia, anche la popolazione totale di Onanì è diminuita.

### Lingue e dialetti
La variante del sardo parlata a Onanì è quella nuorese.

## Economia
L'economia è basata fondamentalmente sulla pastorizia.

## Amministrazione
| Periodo        | Periodo        | Primo cittadino    | Partito                           | Carica  | Note   |
| -------------- | -------------- | ------------------ | --------------------------------- | ------- | ------ |
| 23 aprile 1995 | 13 giugno 2004 | Paola Boe          | liste civiche di centro-destra    | sindaco | [ 5 ]  |
| 13 giugno 2004 | 7 giugno 2009  | Fausto Goddi       | lista civica                      | sindaco | [ 6 ]  |
| 7 giugno 2009  | 25 maggio 2014 | Clara Michelangeli | lista civica "Giovani e Uniti"    | sindaco | [ 7 ]  |
| 25 maggio 2014 | 16 giugno 2019 | Clara Michelangeli | lista civica "Uniti per Crescere" | sindaco | [ 8 ]  |
| 16 giugno 2019 | 9 giugno 2024  | Clara Michelangeli | lista civica "Paris Pro Onanie"   | sindaco | [ 9 ]  |
| 9 giugno 2024  | in carica      | Clara Michelangeli | lista civica "Pro Onanie"         | sindaco | [ 10 ] |